# Ширтани
Ширта́ни (рос. Ширтаны, чув. Шăрттан) — присілок у складі Ібресинського району Чувашії, Росія. Адміністративний центр Ширтанського сільського поселення.
Населення — 615 осіб (2010; 582 у 2002).
Національний склад:
- чуваші — 95 %